# العلاقات الألبانية القطرية
العلاقات الألبانية القطرية هي العلاقات الثنائية التي تجمع بين ألبانيا وقطر.

## مقارنة بين البلدين
هذه مقارنة عامة ومرجعية للدولتين:
| وجه المقارنة                                              | ألبانيا                                                    | قطر           |
| --------------------------------------------------------- | ---------------------------------------------------------- | ------------- |
| المساحة (كم2)                                             | 28.75 ألف                                                  | 11.44 ألف     |
| عدد السكان (نسمة)                                         | 3.02 مليون                                                 | 2.64 مليون    |
| الكثافة السكانية (ن./كم²)                                 | 105.04                                                     | 230.77        |
| العاصمة                                                   | تيرانا                                                     | الدوحة        |
| اللغة الرسمية                                             | اللغة الألبانية                                            | اللغة العربية |
| العملة                                                    | ليك ألباني                                                 | ريال قطري     |
| الناتج المحلي الإجمالي (بليون دولار)                      | 13.04 مليار                                                | 167.61 مليار  |
| الناتج المحلي الإجمالي (تعادل القوة الشرائية) بليون دولار | 33.17 مليار                                                | 316.40 مليار  |
| الناتج المحلي الإجمالي الاسمي للفرد دولار أمريكي          | 3.94 ألف                                                   | 73.65 ألف     |
| الناتج المحلي الإجمالي للفرد دولار أمريكي                 | 11.11 ألف                                                  | 141.54 ألف    |
| مؤشر التنمية البشرية                                      | 0.764                                                      | 0.850         |
| رمز المكالمات الدولي                                      | +355                                                       | +974          |
| رمز الإنترنت                                              | .al                                                        | .qa           |
| المنطقة الزمنية                                           | توقيت وسط أوروبا، ت ع م+01:00، ت ع م+02:00، أوروبا/تيرانا ‏ | ت ع م+03:00   |

## مدن متوأمة
في ما يلي قائمة باتفاقيات التوأمة بين مدن ألبانية وقطرية:
- ترتبط تيرانا مع الدوحة باتفاقية توأمة.

## منظمات دولية مشتركة
يشترك البلدان في عضوية مجموعة من المنظمات الدولية، منها:
| علم المنظمة | اسم المنظمة                               | تاريخ انضمام ألبانيا | تاريخ انضمام قطر |
| ----------- | ----------------------------------------- | -------------------- | ---------------- |
|             | الاتحاد البريدي العالمي                   | ?                    | ?                |
|             | منظمة حظر الأسلحة الكيميائية              | ?                    | ?                |
|             | منظمة التجارة العالمية                    | ?                    | ?                |
|             | الأمم المتحدة                             | 14 ديسمبر 1955       | 21 سبتمبر 1971   |
|             | وكالة ضمان الاستثمار متعدد الأطراف        | 15 أكتوبر 1991       | 22 أكتوبر 1996   |
|             | منظمة الشرطة الجنائية الدولية             | ?                    | ?                |
|             | مؤسسة التمويل الدولية                     | 15 أكتوبر 1991       | 11 أكتوبر 2008   |
|             | الاتحاد الدولي للاتصالات                  | 2 يونيو 1922         | 27 مارس 1973     |
|             | البنك الدولي للإنشاء والتعمير             | 15 أكتوبر 1991       | 25 سبتمبر 1972   |
|             | منظمة التعاون الإسلامي                    | ?                    | ?                |
|             | المركز الدولي لتسوية المنازعات الاستشارية | 14 نوفمبر 1991       | 20 يناير 2011    |
|             | يونسكو                                    | 16 أكتوبر 1958       | 27 يناير 1972    |

## وصلات خارجية
- موقع وزارة الخارجية الألبانية
- موقع وزارة الخارجية القطرية